# Nigerianische Futsalnationalmannschaft
Die nigerianische Futsalnationalmannschaft ist eine repräsentative Auswahl nigerianischer Futsalspieler. Die Mannschaft vertritt den nigerianischen Fußballverband bei internationalen Begegnungen. Das Team nahm 1992 an der WM-Endrunde teil, trat anschließend aber erst wieder 2008 in Erscheinung. 

## Abschneiden bei Turnieren
Nigeria nahm auf Einladung der FIFA als einziger afrikanischer Vertreter an der Futsal-WM 1992 teil, dort blieb das Team gegen Argentinien, Polen und Gastgeber Hongkong ohne Punktgewinn. Das Team bestand aus zahlreichen in Nigeria aktiven Fußball-(Junioren)-Nationalspielern wie William Okpara, Abiodun Idowu, Christian Obi und Bawa Abdullahi. Erst 2008 bestritt das Nationalteam im Rahmen der Futsal-Afrikameisterschaft 2008 wieder offizielle Spiele. In der fünf Mannschaften umfassenden Gruppenphase belegte man am Ende Rang 3 und verpasste damit den Einzug ins Halbfinale. 2012 wurde im Rahmen der Qualifikation zur WM 2012 ein weiteres Spiel ausgetragen, als man kampflos die finale Runde erreichte. Nach einer 2:8-Niederlage gegen Ägypten zog man sich allerdings aus dem Wettbewerb zurück.

### Futsal-Weltmeisterschaft
- 1989 – nicht eingeladen
- 1992 – Vorrunde
- 1996 – nicht teilgenommen
- 2000 – nicht teilgenommen
- 2004 – nicht teilgenommen
- 2008 – nicht qualifiziert
- 2012 – nicht qualifiziert
- 2016 – nicht teilgenommen
- 2021 – nicht qualifiziert
- 2024 – nicht teilgenommen

### Futsal-Afrikameisterschaft
- 1996 – nicht teilgenommen
- 2000 – nicht teilgenommen
- 2004 – nicht teilgenommen
- 2008 – Vorrunde
- 2016 – nicht teilgenommen
- 2020 – nicht teilgenommen
- 2024 – nicht teilgenommen